# Jacques Prevel
Jacques Marie Prevel (Bolbec, 27 luglio 1915 – Sainte-Feyre, 27 maggio 1951) è stato un poeta francese.
Nato a Bolbec, in Normandia, e qui cresciuto in una famiglia di artigiani. Spostatosi nella vicina Le Havre, per esercitarvi diversi lavori saltuari, incontra Rolande Delguste, maestra, che sposa. Per sfuggire ai bombardamenti, e per dare la possibilità a Jacques di farsi conoscere come poeta, nel 1942 la coppia si trasferisce a Parigi, dove il giovane comincia a frequentare i caffè della Rive Gauche - dove incontrerà Arthur Adamov e gli intellettuali che ruotano attorno alla rivista de Le Grand Jeu, tra cui Roger Gilbert-Lecomte e René Daumal.
Nell'agosto del 1944 incontra una giovane donna di origini inglesi, Jany de Ruy, con la quale andrà a convivere all'inizio del 1946, continuando comunque a frequentare la moglie, dalla quale a fine anno avrà l'unico figlio, Stéphane-Dominique.
Sempre nel 1946, il 27 maggio, ha luogo al caffè Flore l'incontro decisivo con Antonin Artaud, appena rientrato a Parigi dopo aver trascorso 9 anni in manicomio. I due poeti si frequenteranno assiduamente fino alla morte di Artaud nel marzo del 1948.
La storia della loro amicizia, è riportata dallo stesso Prevel nel suo diario, pubblicato per la prima volta nel 1974 con il titolo En Compagnie d'Antonin Artaud (ed. italiana: In compagnia di Antonin Artaud, Giometti&Antonello 2015).
Malato di tubercolosi da ormai 5 anni, Jacques Prevel muore nel sanatorio di Sainte-Feyre dans la Creuse,  il 27 maggio 1951.

## Opere poetiche
- Poèmes mortels (1945)
- Poèmes pour toute mémoire (1947)
- De colère et de haine (1950)
- En dérive vers l'absolu (1952)
- Poèmes (1974)